# Птах-носоріг сулуйський
Птах-носоріг сулуйський (Anthracoceros marchei) — вид птахів родини птахів-носорогів (Bucerotidae).

## Поширення
Ендемік Філіппін. У минулому сулуський птах-носорог був присутній на трьох островах архіпелагу Сулу — Санга-Санга, Холо і Таві-Таві, але сьогодні він трапляється лише на Таві-Таві.
Вид був ще досить поширеним у 19 столітті, але зараз є одним з найрідкісніших видів птахів на Філіппінах. У 1999 році було зареєстровано лише 40 екземплярів, а у 2019 році — лише 27 птахів.

## Опис
Птах завдовжки до 70 см. Справа біла. Оперення, дзьоб, неоперена шкіра обличчя і шолом чорні. Спина і крила, теж чорні із зеленуватим відтінком. Райдужна оболонка кремового кольору у самців і темно-коричнева у самиць.